# Martin Müller (Politiker, 1915)

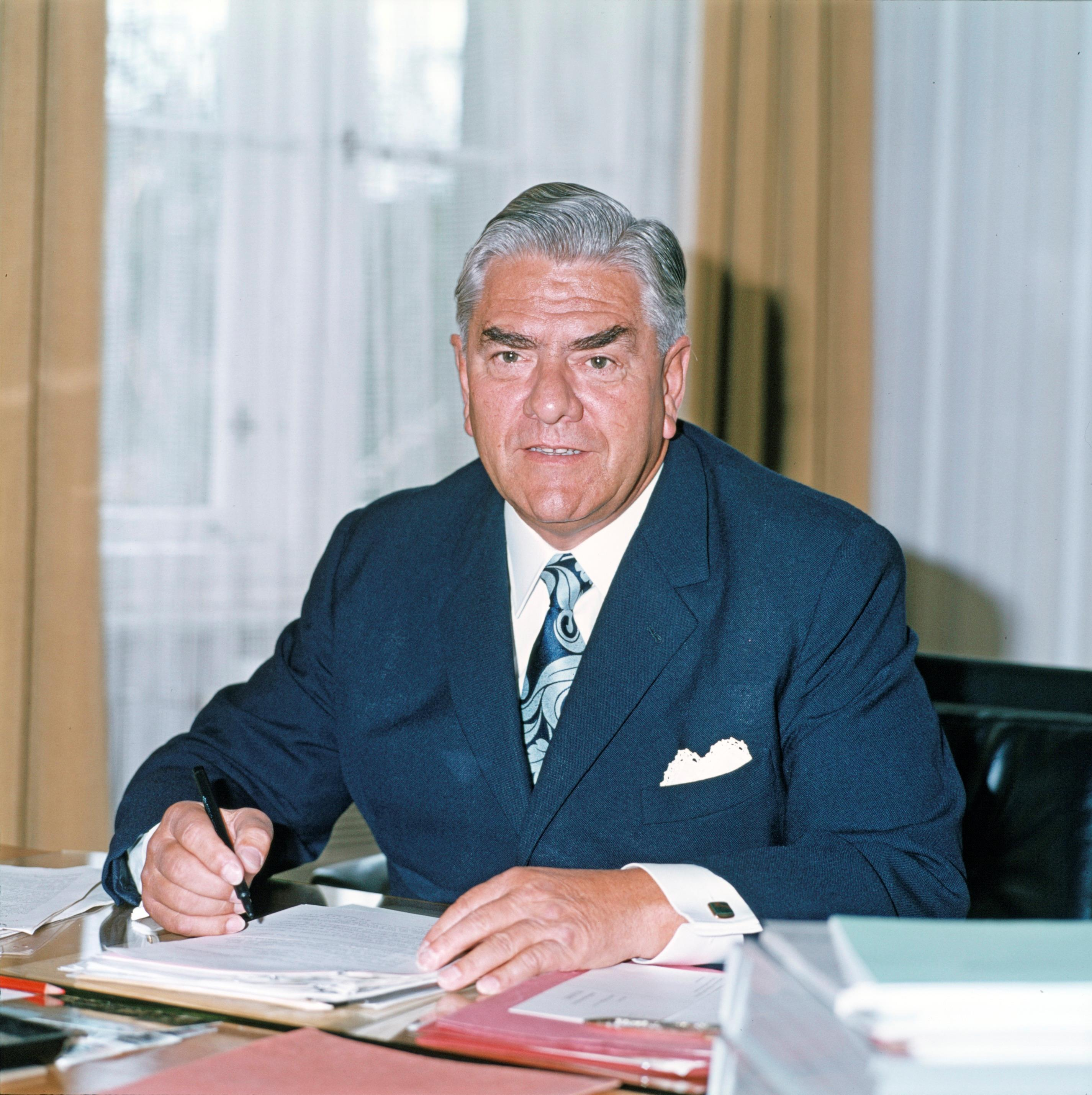
Martin Müller (1973)

Martin Müller (* 27. Mai 1915 in Bürs; † 13. Juni 1989 in Bludenz) war ein österreichischer Politiker (ÖVP) im Bundesland Vorarlberg. Er war von 1964 bis 1973 als Landesrat und in den Jahren 1973 und 1974 als Landesstatthalter Mitglied der Vorarlberger Landesregierung.

## Leben und Wirken
Martin Müller wurde am 27. Mai 1915 in einem bäuerlichen Elternhaus in Bürs geboren. Nach dem Besuch von Volks- und Hauptschule maturierte Müller im Jahr 1934 an der Feldkircher Lehrerbildungsanstalt. Anschließend wurde er nach einiger Arbeitszeit im elterlichen Landwirtschaftsbetrieb selbst Volksschullehrer. Im Jahr 1939 wurde er zum Wehrdienst in der deutschen Wehrmacht eingezogen und im folgenden Kriegseinsatz an der Ostfront so schwer verwundet, dass er nach seiner Rückkehr nach Vorarlberg 1945 seinen Beruf nicht mehr ausüben konnte. In der Folge wurde er Kaufmann und Teilhaber eines Großhandelsunternehmens. Auch engagierte sich Müller in der Nachkriegszeit intensiv im Vorarlberger Kriegsopferverband und wurde dessen Obmann.
Im Jahr 1964 wurde Martin Müller für die Volkspartei als Landesrat in die Vorarlberger Landesregierung gewählt. Dort hatte er die Agenden Straßenbau, Wirtschafts- und Raumplanung inne. Nach dem gesundheitlich bedingten Rücktritt des Landesstatthalters Gerold Ratz am 12. September 1973 wurde Müller dessen Nachfolger als Landeshauptmann-Stellvertreter. Dieses Amt führte er bis zur nächsten Landtagswahl im Jahr 1974 aus, nach der er aus der Landesregierung ausschied. Sein Nachfolger in der neu gewählten Landesregierung Keßler III wurde Rudolf Mandl. Als Würdigung seiner Leistungen wurden ihm 1975 das Goldene Ehrenzeichen des Landes Vorarlberg sowie 1975 der Titel Kommerzialrat verliehen. Am 13. Juni 1989 verstarb Martin Müller im Alter von 74 Jahren.